# Участок № 22
Уча́сток № 22 — посёлок в Таловском районе Воронежской области. 
Входит в состав Шанинского сельского поселения.

## Население
| 2010 |
| ---- |
| 40   |

## Улицы
- ул. Лесная,
- ул. Набережная,
- ул. Тихая.